# Centre commun d'études de télévision et télécommunications
Le Centre commun d'études de télévision et télécommunications (CCETT) est un laboratoire de recherche créé à Rennes en 1972 conjointement par l'Office de radiodiffusion-télévision française (ORTF) et le Centre national d'études des télécommunications (CNET) pour le développement des techniques nouvelles en matière de traitement, de transmissions et de distribution des signaux audiovisuels.

## Historique
Après la disparition de l'ORTF en 1975, il devient centre commun entre Télédiffusion de France (TDF) et le CNET sous le nom de Centre commun d'études de télédiffusion et de télécommunications.
L'importance de l'effort à accomplir, la similitude des bases techniques sur lesquelles reposaient certains services projetés tant aux télécommunications qu'à l'ORTF ont rendu souhaitable, dans un souci d'efficacité, la mise en commun d'études même si les applications découlant de ces recherches étaient différentes conformément à la mission de chaque entreprise.
La volonté de centralisation vers l'Ouest des activités liées à l'électronique a conduit les pouvoirs publics par l'intermédiaire de la Délégation à l'aménagement du territoire et à l'action régionale (DATAR) à encourager l'implantation du Centre à Rennes.
En conséquence, aux termes d'une convention du 23 décembre 1971 créant et organisant le CCETT, ces activités communes se sont exercées dans quatre grands domaines : la numérisation des images, la télédistribution, les applications de l'optique cohérente et l'opto-électronique aux systèmes audiovisuels et les réseaux de téléinformatique. De 80 personnes à sa création, le CCETT a vu ses effectifs passer la barre des 200 fin 1973 et 300 personnes fin 1975.
En 1978, le CCETT est dissocié une première fois, chacune des maisons mères reprenant ses effectifs organisés en laboratoires séparés (LAR pour TDF et CNET-Rennes pour le CNET), mais restant dans les mêmes locaux dont la gestion est confiée à un groupement d'intérêt économique (GIE) qui conserve le nom de CCETT.
À partir de 1983, le CCETT, réunifié et organisé en GIE, occupe de nouveaux locaux à Cesson-Sévigné, au cœur de la technopole de Rennes Atalante alors naissante. Il devient très vite l'un des leaders de ce technopole.
Il a fallu ensuite franchir le « cap 98 » avec l'ouverture des marchés et la préparation de France Télécom à cette libéralisation. France Télécom a mis en place un projet d'entreprise qu'il a décliné dans les politiques générales du CNET et de TDF, et par conséquent du CCETT qui a été intégré en 1998 au centre de recherche France Télécom R&D comme site rennais, après le retrait de la partie TDF qui a conservé pour son centre de recherche le sigle CCETT abandonné par France Télécom.
L'Établissement de la R&D de TDF est né le 1er janvier 2001. Le rapprochement du centre de Rennes résultant de la part TDF restant dans le CCETT et du centre de Metz (CERLOR) marque ainsi la volonté de développer l'efficacité de la R&D par une meilleure coordination de ces centres, au profit du développement de TDF et en relation étroite avec la stratégie de l'entreprise.
Ces deux mouvements marquent la disparition du CCETT en tant que centre de recherche autonome. Ne reste que sa réputation encore vivante auprès des grands centre de R&D de l'audiovisuel et des télécommunications au niveau mondial.
Au milieu des années 1990, France Télécom, futur Orange, employait environ 1 730 salariés du CNET à Lannion et 500 autres du CCETT (Centre commun d'études de télédiffusion et de télécommunications) à Rennes, et pour l'ensemble de la région Bretagne « près de la moitié de sa matière grise et de ses études avec des spécialités comme le multimédia, les transmissions et la commutation large bande », entraînant l'ensemble des activités électroniques bretonnes qui employaient alors, privé et public confondus environ 18 000 salariés, selon le quotidien Les Échos. 
La région, avec ses paysages, est immortalisée dans Comédies françaises, le roman d'Éric Reinhardt publié en 2020, par le biais d'une visite du héros, Dimitri Marguerite, dans la scène finale. Il y découvre que le musée des télécoms minore l'importance du datagramme de Louis Pouzin, après avoir visité la tombe de l'industriel des télécoms Ambroise Roux, au cimetière de Trégastel, village tout proche, et juste avant d'interviewer sa fille.

## Principales réalisations
- Réalisation du réseau Transpac en 1974 (ouvert en 1978)
- Création d'Antiope (télétexte) en 1977
- Création du système DISCRET en 1978 (1er cryptage de Canal+ en 1984)
- Création du Vidéotex interactif (Minitel) utilisant la norme Antiope en 1978 (mis en service en 1981)
- Création du projet européen ESPRIT « PICA » (Photographic Image Coding Algorithm) qui est à l'origine du système JPEG[2],[3]
- Création du système COFDM utilisé notamment pour la TNT et la RNT, mais aussi pour l'ADSL. Première diffusion mondiale d'audio numérique terrestre : DAB (1983). Médaille d'or à Montreux pour le DAB (1993)
- Création de divers systèmes de télévision (studio numérique, D2MAC, HD Mac)
- Création du système MPEG Audio (MUSICAM, base du format MP3). Emmy Award in Engineering 2000 à New York
- Spécifications DAB pour la diffusion de la radio numérique en 1993
- Spécifications DVB pour la diffusion de la télévision numérique en 1994
- Spécifications DAVIC 1.0 Davic choisit la norme MHEG5 pour les services de vidéo à la demande et la télévision interactive (1995)
- Lancement commercial du système de contrôle d'accès Viaccess pour la télévision numérique (TPS) en 1996
- Création du système ATLAS-CARMINAT de guidage routier informé (actuellement utilisé avec les GPS) (1997 : ouverture du service Visionaute)

## Directeurs
- Maurice Rémy (1972–1974). Nommé directeur général de TDF à la dissolution de l'ORTF au premier janvier 1975
- Pierre Conruyt (1975–1978)
- Pierre-Yves Schwartz (CNET), Yves Guinet (TDF) et Yves Matras (GIE) (1978–1983) : période de séparation du CCETT en deux laboratoires et un GIE pour les services communs.
- Jacques Sabatier (1983–1987) Réunification du CCETT
- Jacques Poncin (1987–1991)
- Daniel Pommier (1991–1995)
- Christiane Schwartz (1995–1999)
- Patrick Puges (1999–2000). Dissolution du CCETT